# Neded
Neded – wieś (obec) na Słowacji, położona w kraju nitrzańskim, w powiecie Šaľa na Nizinie Naddunajskiej.

## Historia
Wieś została założona w roku 1111 w dolnym biegu Wagu, pomiędzy miejscowościami Šaľa i Kolárovo. Według niepotwierdzonych przekazów mieszkańcy trudnili się w głównej mierze rybołówstwem i hodowlą zwierząt, a zimą tkactwem i dziewiarstwem. W 1710 wieś nawiedziła epidemia dżumy. W XVIII wieku wzniesiono kościoły: katolicki, reformowany i ewangelicki. Do dziś mieszkańcy żyją głównie z rolnictwa.